# Colson Whitehead
Arch Colson Chipp Whitehead (Nova Iorque, 6 de novembro de 1969) é um romancista americano. É autor de sete romances, incluindo seu trabalho de estreia em 1999, The Intuitionist e The Underground Railroad (2016), pelo qual ganhou o National Book Award de 2016 de Ficção e o Prêmio Pulitzer de 2017 de Ficção ; ele ganhou o Prêmio Pulitzer de Ficção novamente em 2020 por The Nickel Boys . Também publicou dois livros de não ficção. Em 2002, ele recebeu uma MacArthur Fellowship ("Genius Grant").

## Primeiros anos
Arch Colson Chipp Whitehead nasceu na cidade de Nova York em 6 de novembro de 1969 e cresceu em Manhattan . Ele é um dos quatro filhos de pais empreendedores de sucesso que possuíam uma empresa de recrutamento de executivos. Quando criança em Manhattan, Whitehead atendia pelo primeiro nome de Arch. Mais tarde, ele mudou para Chipp, antes de mudar para Colson. Ele freqüentou a escola preparatória de elite Trinity School em Manhattan e se formou na Universidade Harvard em 1991. Na faculdade, tornou-se amigo do poeta Kevin Young.
No início de sua carreira, ele morou em Fort Greene, Brooklyn . Whitehead mora em Manhattan e também possui uma casa em Sag Harbor ( The Hamptons ), em Long Island. Sua esposa é agente literária e eles têm dois filhos.

## Carreira
Depois de deixar a faculdade, Whitehead escreveu para o The Village Voice . Enquanto trabalhava no Voice, ele começou a esboçar seus primeiros romances.
Whitehead, desde então, produziu nove livros - sete romances e duas obras de não ficção, incluindo uma meditação sobre a vida em Manhattan no estilo do famoso ensaio de E. B. White Here Is New York . Os livros são The Intuitionist de 1999, John Henry Days de 2001, The Colossus of New York de 2003, Apex Hides the Hurt  de2006, Sag Harbor  de 2009, Zone One  de 2011,  bestseller do New York Times ; The Underground Railroad  de 2016, que ganhou o Prêmio Nacional de Livros de Ficção, e The Nickel Boys  de 2019. A revista Esquire considerou The Intuitionist o melhor primeiro romance do ano, e a GQ o chamou de um dos "romances do milênio". O romancista John Updike, resenhando The Intuitionist na The New Yorker, chamou Whitehead de "ambicioso", "cintilante" e "surpreendentemente original", acrescentando: "O jovem escritor afro-americano a se observar pode muito bem ser um formando de Harvard de 31 anos com o nome vívido de Colson Whitehead. "
Os ensaios, textos de não-ficção e resenhas de Whitehead foram publicados em vários jornais e revistas, incluindo The New York Times, The New Yorker, Granta e Harper's .

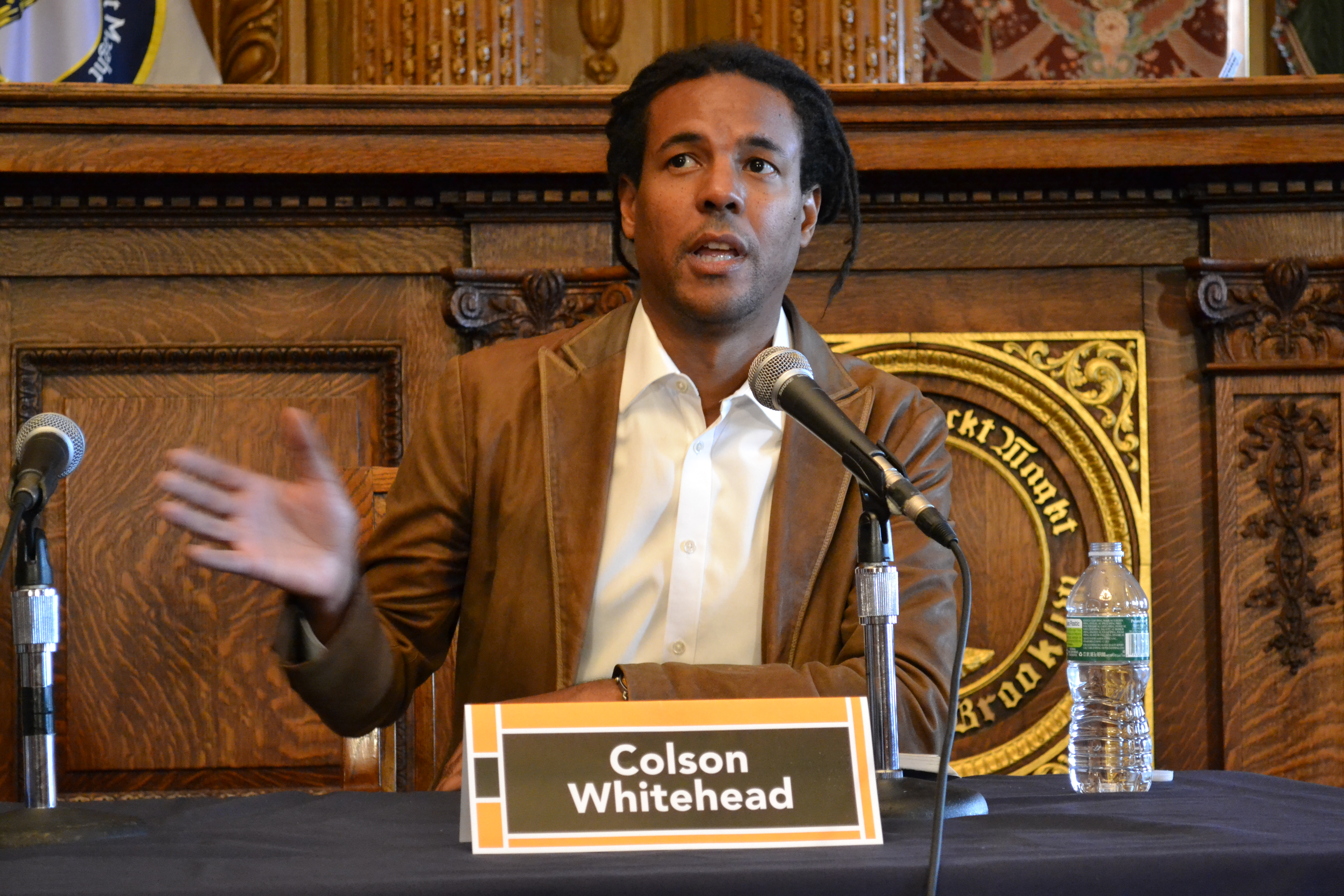
Whitehead no Festival do Livro do Brooklyn de 2011

Seu relato de não ficção sobre a Série Mundial de Pôquer de 2011, The Noble Hustle: Poker, Beef Jerky & Death foi publicado pela Doubleday em 2014.
Ele lecionou na Princeton University, New York University, University of Houston, Columbia University, Brooklyn College, Hunter College, Wesleyan University e foi escritor residente no Vassar College, na University of Richmond e na University of Wyoming .
Em 2015, ele começou a escrever uma coluna na The New York Times Magazine sobre linguagem.
Seu romance de 2016, The Underground Railroad, foi uma indicação do Book Club 2.0 de Oprah Winfrey, e também foi escolhido pelo presidente Barack Obama como um dos cinco livros em sua lista de leitura das férias de verão. Em janeiro de 2017, recebeu a Medalha Carnegie de Excelência em Ficção na conferência Mid-Winter da American Library Association em Atlanta, GA. Colson também foi homenageado com o Prêmio Hurston / Wright 2017 de ficção concedidobpela Fundação Zora Neale Hurston / Richard Wright. The Underground Railroad ganhou o Prêmio Pulitzer de Ficção 2017 . Os juízes do prêmio declararam o romance  "uma combinação inteligente de realismo e alegoria que combina a violência da escravidão e o drama da fuga em um mito que fala à América contemporânea".
O sétimo romance de Whitehead, The Nickel Boys, foi publicado em julho de 2019. O romance foi inspirado na história da vida real da Dozier School for Boys, na Flórida, onde crianças condenadas por delitos menores sofreram abusos violentos. Em conjunto com a publicação de The Nickel Boys, Whitehead foi destaque na capa da TIME Magazine da edição de 8 de julho de 2019, ao lado da linha "America's Storyteller".
O oitavo romance de Whitehead, Harlem Shuffle, foi originalmente concebido e iniciado antes de ele escrever The Nickel Boys . É uma obra de ficção policial ambientada no Harlem durante os anos 1960.

## Obras

### Ficção
- The Intuitionist (1999)
- John Henry Days (2001)
- Apex Hides the Hurt (2006)
- Sag Harbor (2009)
- Zone One (2011)
- The Underground Railroad (2016)
- The Nickel Boys (2019)
- Harlem Shuffle (2021)

### Não-ficção
- The Colossus of New York (2003)
- The Noble Hustle: Poker, Beef Jerky & Death (2014)

### Ensaios
- «Lost and Found». The New York Times Magazine. 11 de novembro de 2001
- «A Psychotronic Childhood». The New Yorker. 4 de junho de 2012
- «Hard Times in the Uncanny Valley». Grantland. ESPN. 24 de agosto de 2012
- «Occasional Dispatches from the Republic of Anhedonia». Grantland. ESPN. 19 de maio de 2013

### Contos
- «Down in Front». Granta. Verão de 2004 (Subscription Required)
- «The Gangsters». The New Yorker. 22 de dezembro de 2008
- «The Match». The New Yorker. 1 de abril de 2019